# Live at Cabaret Metro 10-5-88
Live at Cabaret Metro 10-5-88 es un álbum en directo del grupo musical estadounidense The Smashing Pumpkins. Fue grabado durante el primer concierto del grupo en The Cabaret Metro, el 5 de octubre de 1988. Aproximadamente 1.200 copias fueron hechas y distribuidas a los fanáticos que concurrieron al concierto de despedida del grupo del 2 de diciembre de 2000. La portada está diseñada por James Iha. El álbum fue lanzado por Constantinople Records bajo el código CR-05.
Estaba acompañado por una nota de la banda que decía:

Por favor, disfruten este regalo de Smashing Pumpkins y Metro. Es una grabación del primer show en Metro el 5 de octubre de 1988. La portada es por James Iha. Esperamos que hayan disfrutado el show, y les agradecemos por tantos años de apoyo.
The Smashing Pumpkins y Metro

## Lista de canciones
1. "There It Goes" − 5:55
2. "She" − 4:04
3. "My Eternity" − 6:08
4. "Under Your Spell" − 3:48
5. "Bleed" − 5:26
6. "Spiteface" − 4:54
7. "Nothing and Everything" − 5:45